# Печёнкин, Владимир Константинович
Влади́мир Константи́нович Печёнкин (19 февраля 1925, Нижний Тагил — 10 марта 1992, там же) — русский советский писатель и поэт.
Член Союза писателей СССР с 1977 года.

## Биография
Родился в семье служащего. В 1942 году окончил Нижнетагильскую фельдшерскую школу. До призыва в армию работал по специальности в исправительно-трудовой колонии.
Участник Великой Отечественной войны. С января 1943 года — курсант школы младших авиаспециалистов Черноморского флота, затем моторист в действующей армии — в 6-м Гвардейском истребительном авиаполку, после тяжелых ожогов и лечения в госпитале — начальник медслужбы отдела тыла Очаковской военно-морской базы. Затем служил в Одессе в отряде катеров-охотников.
После демобилизации в 1950 году — фельдшер на Свердловском заводе резинотехнических изделий, рентгенолаборант в больницах Свердловской области, Алтайского края, затем вернулся в Нижний Тагил.
С 1963 года работал на Нижнетагильском металлургическом комбинате.
Похоронен на Центральном кладбище Нижнего Тагила.

## Творчество
Дебютировал как поэт в 1948 году.
Первая книга — сборник юмористических рассказов «Исказительницы», вышла в 1968 году в Средне-Уральском книжном издательстве. В дальнейшем его очерки, рассказы, повести печатались в журналах «Человек и закон», «Огонёк», «Урал», «Уральский следопыт», альманахе издательства «Молодая гвардия» — «Приключения-79».
В. Печёнкин — автор юмористических, исторических, детективных и фантастических произведений, в том числе фантастического романа-памфлета «Два дня Вериты» (вышедшего в Средне-Уральском книжном издательстве в серии "Уральская библиотека. Приключения. Фантастика. Путешествия" в 1973 году), действие которого происходит в вымышленной латиноамериканской стране, где изобретение машины, заставляющей говорить только правду, вызывает всеобщий хаос, а также сборников повестей и рассказов об истории Урала «Варнацкий долг», «Владыка Усть-Выми», документальных повестей о рабочих Нижнетагильского металлургического комбината «У истоков железной реки», «И посади дерево…», «Неотвратимость», романа «Лазутчик Ясырь», повести «Белая полоса» и др.

## Награды
- Орден Отечественной войны II степени (6 ноября 1985)[2]
- Медаль «За оборону Кавказа»
- Медаль «За победу над Германией в Великой Отечественной войне 1941—1945 гг.»,
- Медаль «В ознаменование 100-летия со дня рождения Владимира Ильича Ленина», «Ветеран труда» и другими медалями.
- Медаль «Ветеран труда»
- лауреат Всесоюзного конкурса МВД СССР и Союзом писателей СССР на лучшее произведение о милиции (1980)